# Fabio Cinetti
Fabio Cinetti (Milano, 21 novembre 1973) è un ex calciatore italiano, di ruolo centrocampista.

## Biografia
Nato e cresciuto a Milano nel quartiere Calvairate. Nell’aprile del 2019 è diventato padre di un bambino.
Conta cinque presenze in Serie A con l'Inter nella stagione 1995-1996, 25 presenze nella seconda serie italiana e 30 presenze nella prima serie francese. Ha chiuso la carriera da giocatore nel quarto e nel quinto livello del calcio italiano.
Da giugno 2013 è collaboratore tecnico del Lugano, squadra di seconda divisione svizzera. Il 7 gennaio 2016 viene ingaggiato dal Monza dove affianca mister Salvioni come vice-allenatore.